# بيني مارتن (صحفية)
بيني مارتن (بالإنجليزية: Penny Martin) هي صحفية بريطانية، ولدت في 1972 في غلاسكو في المملكة المتحدة.